# Катастрофа Ту-124 под Кирсановом
Катастрофа Ту-124 под Кирсановом — крупная авиационная катастрофа, произошедшая в ночь на среду 29 августа 1979 года в Кирсановском районе Тамбовской области. Авиалайнер Ту-124В Казанского ОАО предприятия «Аэрофлот» выполнял регулярный пассажирский рейс SU-5484 по маршруту Одесса — Киев — Казань, но через 1 час и 3 минуты после взлёта из Киевского аэропорта Борисполь самолёт резко перешёл в пикирование и через 2 минуты нахождения в таком состоянии разрушился в воздухе над Кирсановским районом и рухнул в пойму реки Ворона. Погибли все 63 человека на борту — 58 пассажиров и 5 членов экипажа.
Катастрофа рейса 5484 стала крупнейшей авиакатастрофой в истории Ту-124 и Тамбовской области.
После данной катастрофы Министерство гражданской авиации Советского Союза приняло решение прекратить эксплуатацию данного типа ВС после переноса аэропорта Казань на новую территорию, так как Ту-124 был единственным лайнером, который был способен взлетать и садиться с короткой ВПП старого аэропорта.

## Самолёт
Ту-124В с бортовым номером СССР-45038 (заводской — 3351003, серийный — 10-03) был выпущен Харьковским авиазаводом 12 февраля 1963 года, а 26 февраля передан Главному управлению гражданского воздушного флота, которое направило его во Внуковский авиаотряд Московского территориального управления ГВФ. 15 февраля следующего года авиалайнер был направлен в Шереметьевский авиаотряд Центрального управления Международных воздушных сообщений (ЦУМВС), а 26 декабря в том же году — в 1-й Казанский авиаотряд Приволжского управления ГВФ. Изначально самолёт имел салон на 44 пассажирских места, но позже был переделан на 56-местный. На момент катастрофы 16-летний борт СССР-45038 имел 23 232 часа налёта и 18 369 посадок.

## Экипаж
Состав экипажа рейса  SU-5484 был из 261-го лётного отряда Казанского ОАО, в состав которого входили 5 человек:
- Командир воздушного судна — 47-летний Геннадий Иванович Воробьёв;
- Второй пилот — 41-летний Геннадий Николаевич Афонин;
- Штурман — 32-летний Геннадий Иванович Пономарёв;
- Бортмеханик — 42-летний Пётр Иванович Стадник;

В салоне авиалайнера работала стюардесса 30-летняя Надежда Яковлевна Лобашева.

### Факт
Командиром рейса 5484 должен был стать другой пилот из Казанского авиаотряда: Рашид Абдарахманович Ибрагимов, но в последний момент Геннадий Воробьёв попросил данный рейс, так как на борту самолёта была его жена, и Ибрагимову дали рейс из Ленинграда.

## Катастрофа
Ещё 28 августа 1979 года, ночью, в 23:21 МСК рейс SU-5484 с 58 пассажирами и 5 членами экипажа вылетел из Киевского аэропорта Борисполь, а рейс выполнял Ту-124В борт СССР-45038, которому предстояло выполнить данный рейс ясной ночью с 28 на 29 августа из Одессы в Казань с промежуточной посадкой в Киеве. Набрав высоту, лайнер занял эшелон 9000 метров при скорости по приборам 525—530 км/ч. Всего на его борту находились 63 человека: 58 пассажиров (53 взрослых и 5 детей при 56-местном салоне) и 5 членов экипажа. 
Полёт на эшелоне проходил под контролем автопилота. В 00:23 экипаж рейса 5484 связался с Пензенской РДС и доложил о входе в зону. После этого самолёт больше на связь не выходил и на вызовы диспетчеров не отвечал.
Ту-124 летел со скоростью 530 км/ч по магнитному курсу 65°, когда в 00:24:35 (по невыясненным причинам) начали выпускаться закрылки. Экипаж заметил, что самолёт начал снижаться и уменьшилась вертикальная перегрузка, в связи с чем в 00:24:43 выключил автопилот по каналу тангажа. Закрылки продолжали выпускаться, что приводило к увеличению вертикальной скорости снижения, поэтому экипаж потянул штурвал на себя и выровнял авиалайнер, при этом выключив автопилот по крену. Однако в 00:24:52 по неустановленным причинам усилие на штурвал ослабло. Несколько секунд спустя закрылки выпустились полностью на 30°, и одновременно штурвал отклонился от себя, что сразу ввело самолёт в пике, а его скорость начала быстро расти и вскоре превысила допустимую 590 км/ч.
В 00:25:13, спустя 37,5 секунд с момента начала выпуска закрылков, самолёт на высоте 6 километров нёсся вниз с поступательной скоростью 660 км/ч и с вертикальной 36 м/с, когда на правом крыле воздушным напором оторвало внутренний закрылок, а следом и внешний. Из-за этого лобовое сопротивление данного крыла значительно возросло и Ту-124 перешёл в правый штопор, вращаясь с угловой скоростью 45°/с (7,5 оборотов в минуту). В 00:26 на высоте 3 километра скорость лайнера достигла 860 км/ч при скорости снижения 78 м/с. Перегрузка к этому моменту достигла 5g, в результате чего у самолёта оторвало левое крыло, а следом разрушился и фюзеляж, а далее обломки авиалайнера упали в пойму реки Ворона в 1 км от её русла.
Обломки самолёта были обнаружены в 7:40 утра по московскому времени близ деревни Иноковка 1-я в Кирсановском районе Тамбовской области в пойме реки Вороны. Общая площадь их разброса имела размеры 10 750 на 1650 метров (площадь разброса обломков фюзеляжа — около 10 000 на 1200 метров). Все 63 человека на борту самолёта (5 членов экипажа, 53 взрослых пассажира и 5 детей) погибли. Это крупнейшая катастрофа Ту-124.
Большинство погибших было похоронено на Арском кладбище города Казань.

## Причина
Причину выпуска закрылков комиссия не смогла выяснить ввиду того, что не была найдена значительная часть электрической системы по управлению закрылками, включая промежуточное реле управления и провода до контакторов выпуска закрылков. Существуют лишь предположения, почему это произошло:
1. Командир случайно переместил рукоятку переключателя на угол, достаточный, чтобы переключатель сработал на «выпуск». Ранее проводившиеся проверки фиксатора данного переключателя на 16 самолётах Ту-124 уже подтверждали вероятность возникновения данной ситуации.
2. Подача двух-трёх ложных сигналов в электрической системе управления закрылками. Сигналы могли попасть с соседних проводов, причём не сразу одновременно, а с некоторой задержкой, а потому не выявлялись при проверках системы на работоспособность. Проверка 6 самолётов Ту-124 с аналогичным монтажом схемы электрической системы управления закрылками, однако, показала, что они имеют вполне удовлетворительное состояние.

Также не было выяснено, почему в 00:25:13 экипаж ослабил усилие на штурвал, что привело к вводу самолёта в пике. На этот счёт также существуют лишь предположения:
1. Экипаж был дезинформирован показаниями вариометра, который при отрицательной вертикальной скорости (снижение) 40—45 м/с показывал совсем противоположное — положительную (подъём) 15—20 м/с.
2. Экипаж отвлёкся на выполнение какой-либо операции в кабине, включая, например, уборку закрылков, проверку положения интерцепторов, снижение мощности двигателей и так далее.
3. Слишком высокие нагрузки на штурвал (вследствие выпущенных закрылков и высокой скорости).
4. Из-за возникшей отрицательной перегрузки экипаж не мог приложить достаточное усилие на штурвал.
5. Сочетание сразу нескольких перечисленных выше причин.

Непосредственно в заключении причиной катастрофы комиссия назвала конструктивные недостатки переключателя закрылков (ЗППН-45) со стороны левого пилота (командира) по части его размещения и фиксации.

## Факт
Для борта 45038 это было уже второе происшествие с погибшими. 27 июля 1966 года близ Запорожья перегруженный авиалайнер (90 человек на борту) попал в мощный вертикальный воздушный поток. Один из пассажиров скончался от сердечного приступа, а сам самолёт был восстановлен.

## Последствия
После катастрофы под Кирсановом все полёты пассажирских Ту-124 в Советском Союзе были прекращены. Однако некоторое время данные самолёты ещё продолжали эксплуатироваться министерством авиапромышленности и ВВС.